# 교향곡 10번 (슈베르트)
교향곡 제10번(Sinfonie Nr.10 in D-dur, D 936A)은 슈베르트가 1828년 사망하기 직전 몇 주일에 걸쳐 만든 교향곡을 위한 피아노 스케치이다.

## 개요
제1악장은 불완전한, 제2,제3악장은 완전한 스케치로 되어있다. Wiener Zeitschrift für Kunst, Literatur, Theater und Mode 1829년 6월 13일자에 슈베르트의 친구인 극작가 에두아르트 폰 바우언펠트(de)가 기고한 글에서 언급된 마지막 교향곡(Letzte Symphonie)은 이 곡으로 추정된다.

## 각 악장
길이 약 12분인 제1악장 알레그로 마에스토소는 소나타 형식의 라 장조 4분의 4박자이다. 브라이언 뉴볼드에 따르면 재현부를 위한 스케치가 남아있지 않다.
제2악장 안단테는 가곡집 겨울 여행(de)을 연상시키며 길이 약 10분 30초이고 나 단조 8분의 3박자이다.
제3악장 알레그로 모데라토는 길이 약 8분이며 조성은 1악장과 같은 라 장조로서 4분의 2박자.

## 완성 시도
교향곡의 형태를 갖추기 위해 뉴볼드가 관현악으로 편곡하여, 네빌 마리너의 지휘로 ASMF가 그 총보를 연주, 녹음했다. 또, 벨기에의 작곡가 피에르 바르톨로메(fr)는 습작 교향곡 D708a의 제3악장을 이 곡의 제2악장과 제3악장 사이에 삽입하여 이 곡을 4개의 악장으로 만들어 연주, 녹음한 적이 있다.